# Partido Socialista da França (União Jean Jaurès)
O Partido Socialista da França (PSdF), também conhecido como “União Jean Jaurès”, foi um partido político francês de tendência neossocialista atuante durante a Terceira República Francesa, entre 1933 e 1935, quando se fundiu com um novo partido, a “União Socialista Republicana (USR)”.

## Histórico
Dentro da “Seção Francesa da Internacional Operária (SFIO)”, liderada desde 1920 por Léon Blum, formou-se uma ala de direita no início da década de 1930, influenciada tanto pela crise global quanto pela ascensão dos movimentos fascistas na Europa. Suas ideias, marcadas pelo reformismo, planejamento econômico e autoritarismo, foram denominadas “neossocialistas”.
Essa ala de direita era uma pequena minoria dentro do partido, onde enfrentava a hostilidade tanto da ala mais à esquerda quanto dos centristas de Léon Blum. Nesse contexto, o Conselho Nacional da SFIO, reunido em 5 de novembro de 1933, pronunciou a exclusão dos neossocialistas mais declarados. O “Partido Socialista da França (PSdF)” foi então formado em dezembro daquele ano pelos excluídos em novembro.
No entanto, o PSdF não conseguiu convencer um grande número de ativistas e políticos eleitos a aderir. Além disso, parecia dividido entre uma ala moderada e uma ala mais radical. Em 1935, o partido fundiu-se com a "União Socialista Republicana (USR)", que participou da “Frente Popular” em 1936.